# Kundendeckungsbeitragsrechnung
Die Kundendeckungsbeitragsrechnung (oder auch kundenbezogene Deckungsbeitragsrechnung) ist eine fachspezifische Ausprägung einer Teilkostenrechnung, welche hauptsächlich im Rahmen des Vertriebscontrolling eingesetzt wird (vgl. Kundenwert). Der Unterschied zur "normalen" Deckungsbeitragsrechnung liegt darin, dass mit ihr dargestellt werden soll, welchen Deckungsbeitrag ein bestimmter Kunde erbringt, nachdem alle Kosten, die nachweisbar (also per Beleg zuordenbar) für diesen Kunden entstanden sind, von den Erlösen abgezogen sind.
Als Ausprägung einer Teilkostenrechnung trennt die Kundendeckungsbeitragsrechnung in variable und fixe Kosten.
Variable Kosten werden z. B. aufgeteilt in:
- variable Herstellkosten
- variable produkt- bzw. auftragsspezifische Vertriebskosten

Fixe Kosten können aufgeteilt werden in:
- kundenbezogene Fixkosten
- kundengruppenbezogene Fixkosten
- kundenhauptgruppenbezogene Fixkosten

Bezüglich der Behandlung der Fixkosten ähnelt die Kundendeckungsbeitragsrechnung der Fixkostendeckungsrechnung; stellt aber auf eine betrachtungsspezifische "Stufung" nach Kunden, Kundengruppen etc. ab.

## Zahlenbeispiel
|                                                             | Kundenhauptgruppe Alpha | Kundenhauptgruppe Alpha | Kundenhauptgruppe Alpha | Kundenhauptgruppe Alpha | Kundenhauptgruppe Alpha |
|                                                             | Kundengruppe A          | Kundengruppe A          | Kundengruppe B          | Kundengruppe B          | Kundengruppe B          |
| Kalkulationsobjekt                                          | Kunde 1                 | Kunde 2                 | Kunde 3                 | Kunde 4                 | Kunde 5                 |
| ----------------------------------------------------------- | ----------------------- | ----------------------- | ----------------------- | ----------------------- | ----------------------- |
| Bruttoerlöse                                                | 1000                    | 5000                    | 750                     | 1200                    | 500                     |
| ./. Erlösminderungen (Rabatte etc.)                         | 100                     | 1000                    | 250                     | 50                      | 80                      |
| = Nettoerlöse                                               | 900                     | 4000                    | 500                     | 1150                    | 420                     |
| ./. variable Herstellkosten                                 | 100                     | 800                     | 100                     | 50                      | 20                      |
| = Kunden-Deckungsbeitrag I                                  | 800                     | 3200                    | 400                     | 1100                    | 400                     |
| ./. variable produkt- bzw. auftragsbezogene Vertriebskosten | 100                     | 800                     | 100                     | 100                     | 20                      |
| = Kunden-Deckungsbeitrag II                                 | 700                     | 2400                    | 300                     | 1000                    | 380                     |
| ./. variable, indirekt kundenbezogene Vertriebskosten       | 50                      | 200                     | 10                      | 50                      | 10                      |
| = Deckungsbeitrag III                                       | 650                     | 2200                    | 290                     | 950                     | 370                     |
| ./. kundenbezogene Fixkosten                                | 90                      | 100                     | 20                      | 90                      | 15                      |
| = Kunden-Deckungsbeitrag IV                                 | 560                     | 2100                    | 270                     | 860                     | 355                     |
| = Zwischensumme                                             | 2660                    | 2660                    | 1485                    | 1485                    | 1485                    |
| ./. Kundengruppenbezogene Fixkosten                         | 1900                    | 1900                    | 210                     | 210                     | 210                     |
| = Kunden-Deckungsbeitrag V                                  | 760                     | 760                     | 1275                    | 1275                    | 1275                    |
| = Zwischensumme                                             | 2035                    | 2035                    | 2035                    | 2035                    | 2035                    |
| ./. Kundenhauptgruppenbezogene Fixkosten                    | 1035                    | 1035                    | 1035                    | 1035                    | 1035                    |
| = Kunden-Deckungsbeitrag VI                                 | 1000                    | 1000                    | 1000                    | 1000                    | 1000                    |

## Kritik
Die Kundendeckungsbeitragsrechnung ist genaugenommen nur eine zweckspezifische Ausprägung einer Fixkostendeckungsrechnung. So lassen sich z. B. ähnliche Aufstellungen auch anhand von Kriterien wie Verkaufsregionen etc. bilden – man tausche hierzu im o. g. Zahlenbeispiel nur die Spaltenüberschriften aus und gliedere die Fixkosten nach gebietsspezifischen statt kundenspezifischen Gesichtspunkten.